# Oreamuno (kanton)
Oreamuno – kanton w Kostaryce w prowincji Cartago. Stolicą kantonu jest San Rafael.

## Historia
Kanton Oreamuno został założony na mocy decree 68 dnia 17 sierpnia 1914 roku.

## Geografia
Oreamuno ma powierzchnię 202,31 kilometrów kwadratowych i leży na wysokości 1 861 m n.p.m..

## Dystrykty
Kanton Oreamuno składa się z następujących dystryktów:
1. San Rafael
2. Cot
3. Potrero Cerrado
4. Cipreses
5. Santa Rosa

## Demografia
Według zliczenia ludności w 2011 roku w kantonie Oreamuno mieszka 45 473 mieszkańców.

## Transport

### Transport drogowy
Przez kanton Oreamuno biegną następujące drogi krajowe:
- Droga krajowa nr 10
- Droga krajowa nr 219
- Droga krajowa nr 230
- Droga krajowa nr 233
- Droga krajowa nr 401
- Droga krajowa nr 402